# Telltistock
Der Telltistock (früher auch Thältistock) ist ein Berg im Schweizer Kanton Bern.
Der Gipfel liegt auf dem Gebiet der Gemeinde Innertkirchen und hat eine Höhe von 2590 m ü. M.